# Uzumaki (manga)
Uzumaki (うずまき? lett. "Spirale") è un manga seinen di genere horror scritto e disegnato da Junji Itō.
È stato serializzato sulla rivista Big Comic Spirits dal 1998 al 1999 e i capitoli sono stati successivamente raccolti da Shogakukan in tre volumi tankōbon, pubblicati tra agosto 1998 e settembre 1999. In Italia il manga è stato distribuito da Star Comics dal 21 marzo 2018 al 26 aprile 2018.
La storia parla dei cittadini di Kurozu-cho, una città immaginaria colpita da una maledizione sovrannaturale che riguarda le spirali. L'ispirazione per Uzumaki venne quando Itō tentò di scrivere una storia su un gruppo di persone che vivevano in una casa e si ispirò alla forma della spirale per ottenere la forma desiderata. Itō inoltre crede che l'orrore di Uzumaki sia efficace grazie al sovvertimento di simboli che normalmente sono ritratti positivamente nei media giapponesi e si è ispirato anche a Lovecraft per il tema dei protagonisti che lottano contro una forza misteriosa.
Dal manga sono stati tratti due videogiochi, un film diretto da Higunchinsky e un anime. Il manga ha ricevuto delle critiche relativamente positive. Nel 2003 è stato nominato per il Eisner Award e inserito nella lista dei "10 romanzi grafici per ragazzi" della Young Adult Library Services Association nel 2009.

## Trama
Kirie Goshima e il suo fidanzato Shuichi Saito vivono nella piccola cittadina di Kurozu-cho, una città che è maledetta da eventi soprannaturali che riguardano le spirali. Col progredire della storia Kirie e Shuichi sono testimoni di come la maledizione della spirale colpisca le persone intorno a loro facendo diventare i cittadini ossessionati dalle spirali. Alla fine, Kirie è colpita dalla maledizione e i suoi capelli iniziano ad allungarsi in maniera innaturale diventando simili a delle spirali ipnotizzando la gente, succhiando la sua energia vitale e strangolandola ogni volta che prova a tagliarli; Shuichi però riesce a tagliarli e a salvarla. La maledizione continua a colpire la città fino a quando una tempesta evocata dalla maledizione distrugge la maggior parte degli edifici. Gli unici edifici rimasti sono antiche e abbandonate case a schiera che i cittadini sono costretti a occupare mentre la maledizione le rende sempre più affollate.
Kirie e Shuichi escogitano un piano per scappare da Kurozu-cho ma i loro sforzi non hanno successo. Dopo essere tornati in città, scoprono che sono passati molti anni da quando se ne sono andati. Gli altri cittadini hanno ampliato le case a schiera finché non si sono collegate in un'unica struttura che forma un modello a spirale. Kirie e Shuichi decidono di cercare i genitori di Kirie, andando al centro della spirale. Al centro, cadono in una voragine dove scoprono i cadaveri dei genitori di Kirie e degli altri cittadini e un'antica città completamente ricoperta dalle spirali. Shuichi esorta Kirie ad andare avanti e trovare un modo per fermare la maledizione, ma lei risponde che non ha più forze e che vuole stare con lui. I due si uniscono e i loro corpi si torcono e avvolgono insieme come risultato della maledizione. Mentre giacciono insieme, Kirie scopre che la maledizione si è conclusa nello stesso tempo in cui è iniziata e conclude che la maledizione è eterna e che tutti gli eventi si ripeteranno nel caso in cui una nuova Kurozu-cho verrà costruita dove era stabilita la precedente.

## Temi affrontati
Nell'intera pubblicazione vengono affrontate, seppur sommariamente, problematiche relative alla prima adolescenza: l'amicizia, l'amore, il bullismo. 
Fra le storie che si avvicendano nell'intera pubblicazione, troviamo difatti la narrazione di una storia d'amore fra membri di famiglie rivali ma anche una storia d'amore platonico, lo stalking perpetrato sull'oggetto del desiderio e il suicidio dovuto ad esso.
Relativamente al bullismo (e non) viene anche affrontata la scarsa autostima e la ricerca dell'attenzione su di sé vengono che, insieme al mesmerismo, vengono imputate da Shuichi come cause concomitanti alla corruzione degli abitanti da parte della Spirale. 

### Metamorfosi
La corruzione degli abitanti causa in loro comportamenti antisociali quali disturbo ossessivo compulsivo, ricerca smoderata dell'attenzione che sfociano in aggressività, sociopatia e per giunta vampirismo e cannibalismo. Gli abitanti corrotti, poi, subiscono un'alterazione (metamorfosi) del loro aspetto fisico: assumono sembianze di "uomini-molluschi" (meglio uomini-lumache/chiocciole) o di non-morti (la Spirale prosciuga infatti l'energia vitale nonché psichica del contagiato) oppure talvolta assumono sembianze spiraliformi. Queste ultime forme sono le più fluide ed "astratte": possono aggrovigliarsi tra loro dando origine a tornado, oppure possono avvinghiarsi tra gli anelli di un ceppo d'albero (che ricordano la forma dello spirale) o tra i meandri di una casa opportunamente infestata dalla Spirale.
Oltre a queste forme comuni fra i paesani, ne abbiamo altre di cui non è precisata non sempre la sua eziologia. Per esempio, ci vengono illustrati tre ragazzini che con un soffio riescono a formare vortici d'aria ed abbattere le abitazioni, due ragazze i cui capelli stabiliscono un rapporto di simbiosi e si nutrono dell'attenzione altrui (una delle malcapitate ospiti  è la protagonista Kirie, che verrà soccorsa tempestivamente da Shuichi). 
Di particolare impatto è il racconto dei neonati del reparto di Neonatologia. Le madri, in stato interessante, furono infettate dalle zanzare infette; ordunque il loro benessere psico-fisico venne alterato e si prodigarono a nutrirsi di pasti di sangue dei cadaveri dei pazienti che poc'anzi avevano bestialmente ucciso. I neonati, mostrano in pochi giorni dal concepimento, una crescita esponenziale ed abilità organizzative e linguistiche spiccate. Il loro piano quello di ritornare nell'utero materno.
Durante la crescita i lattanti mostrano una ricrescita del cordone ombelicale su cui spunterà una simil-placenta. Il dottore incaricato, la rimuove, ma con risultati nefasti. Sulle placente rimosse cresceranno delle infiorescenze scambiate erroneamente per funghi edibili, di cui il medico se ne ciberà rendendolo collaborativo al volere dei lattanti (e della Spirale). Successivamente viene scoperto che le placente possiedano delle proprietà telecinetiche e che nonostante siano rimosse dai pargoli, riusciranno a ricrescere a vista d'occhio. 
L'insorgenza di tale pandemia insorge così improvvisamente che, tranne dai protagonisti, non viene giustamente compresa. Per sfuggire a tale infestazione, presi dal panico assoluto, molti adotteranno le soluzioni più macabre per disfarsi delle spirali insite nel corpo: dal semplice taglio di capelli si passerà al taglio delle più spiraliformi coclea ed impronte digitali.

## Sviluppo
Uzumaki è stato scritto e illustrato da Junji Ito. Il desiderio iniziale di Junji Ito era quello di creare una storia con strani cambiamenti che sarebbero accaduti a persone che avrebbero poi vissuto per molto tempo in una tradizionale casa a schiera giapponese. Questa storia sarebbe stata basata sull'esperienza personale di Ito che viveva in una casa a schiera da bambino. Durante il processo di ricerca di un modo per trovare un lungo edificio del genere, Ito venne ispirato dalla forma dello zampirone e decise che poteva rendere l'edificio a forma di spirale. Ito osservò che la spirale è un "modello misterioso" e descrisse Uzumaki come un tentativo di imparare i segreti della spirale. Ito ha cercato ispirazione da metodi come fissare le spirali, cercare le spirali, creare dei motivi a spirale per far girare l'acqua nella vasche da bagno, mangiare cibi dalla forma di spirale e orribili lumache. Guardando indietro in una serie del 2006, Ito ha dichiarato che mentre lui era chiaro su cui rappresentava la spirale, ha pensato che potesse rappresentare l'infinito.
Uzumaki venne influenzato dalla rappresentazione positiva delle spirali nei media, ispirando Ito a modificarle per creare orrore e affermando "i segni a forma di spirale di solito vengono disegnati sulle guance dei personaggi dei fumetti comici giapponesi rappresentando un effetto di calore. Tuttavia, ho pensato che potevano essere spaventosi se li disegnavo in un altro modo." Il capitolo in cui i capelli di Kirie vengono maledetti dalla spirale riflette un tema ricorrente nei lavori di Ito, in cui i capelli dell'eroina hanno vita propria. Ito usa queste immagini perché si apprestano bene con l'orrore a causa della loro associazione con l'ideale giapponese femminile Yamato Nadeshiko, così come i movimenti fluenti e snervanti dei capelli lunghi che egli descrive come serpenti. Ito ha anche osservato che lo scrittore di racconti dell'orrore Lovecraft era una delle sue ispirazione per la creazione di ''Uzumaki'', affermando che il graduale sviluppo della maledizione della spirale è stata modellata sulla narrazione di Lovecraft e che "l'Espressionismo per quanto riguarda l'atmosfera ispira molto il mio impulso creativo".

## Pubblicazione
Il manga cominciò come serie sul settimanale Big Comic Spirits dal 1998 al 1999. Shogakukan compilò i capitoli in tre volumi rilegati e li pubblicò dall'agosto 1998 al settembre 1999. Per celebrare l'uscita del film live-action, la serie manga venne pubblicata in un volume omnibus nel marzo 2000 con un ulteriore capitolo "perso". Shogakukan rilasciò un'altra edizione omnibus il 30 agosto 2010, con gli stessi contenuti e i commenti aggiuntivi di Masaru Sato.
In Nord America Viz Media serializzò la traduzione in inglese del manga sulla rivista mensile Pulp dal febbraio 2001 al agosto 2002. Viz Media pubblicò poi i volumi dal ottobre 2001 all'ottobre 2002 e ripubblicò il manga con nuove copertine dall'ottobre 2007 al febbraio 2008 e pubblicò un volume Omnibus in hardcover con dodici pagine a colori il 13 ottobre 2013. Il manga è stato anche tradotto in altre lingue, come in spagnolo, in francese, in portoghese, in polacco, in svedese, in cinese, in coreano e in serbo. 
Da marzo 2018 è disponibile anche in Italia, distribuito da Star Comics, sulla collana  Umami.

## Media correlati

### Videogiochi
Due videogiochi sono stati sviluppati e pubblicati da Omega Micott per Bandai WonderSwan. Il primo, Uzumaki: Denshi Kaiki Hen (うずまき 〜電視怪奇篇〜?), è uscito il 3 febbraio 2000 ed è una visual novel che racconta gli eventi del manga. L'attrice che ha interpretato Kirie Goshima nel film, Eriko Hatsune, fa un'apparizione speciale. Il secondo gioco, intitolato  Uzumaki: Noroi Simulation (うずまき 〜呪いシミュレーション〜?), è uscito il 4 marzo 2000 ed è un videogioco di simulazione. I giocatori sono incaricati dal Uzumaki Sennin (うずまき仙人?, lett. Maestro della spirale) di diffondere la maledizione in tutta la città e trovare degli oggetti nascosti per ottenere più "Spiral Power" e continuare la storia. Include anche un minigioco che coinvolge una delle lumache umane, presenti nel manga.

### Film
Nel 2000, un adattamento live action di Uzumaki è uscito in Giappone. Diretto da Higunchinsky, ha come interpreti Eriko Hatsune come Kirie Goshima, Shin Eun-kyung come Chie Maruyama, Fhi Fan come Shuichi Saito, Keiko Takahashi come Yukie Saito, Ren Osugi come Toshio Saito e Hinako Saeki come Kyoko Sekino. 
Il film è diviso in quattro parti ("A Premonition", "Erosion", "Visitation", e "Transmigration"), e ha un finale molto diverso dall'opera originale, siccome è stato prodotto prima della sua conclusione.

### Anime
Al Crunchyroll Expo del 2019 venne annunciato un adattamento anime di 4 episodi prodotto dallo studio Drive e direttamente supportato da Adult Swim e I.G USA. La serie sarà diretta da Hiroshi Nagahama, con Colin Stetson come compositore, e disegnata interamente in bianco e nero. Sarebbe dovuto andare in onda nel 2020 sul blocco Toonami di Adult Swim prima del suo debutto giapponese, ma a causa della pandemia è stato rimandato nel 2022. 
L'anime ha debuttato il 28 settembre 2024 su Adult Swim: molte delle scene sono state modificate, rielaborate o cancellate a favore della durata dell'episodio creando diverse discrepanze narrative già dal primo episodio. 